# Jerzy Wawrzeńczyk
Jerzy Stanisław Wawrzeńczyk (ur. 4 września 1955 w Rudzie Strawczyńskiej) – polski inżynier budownictwa, profesor nauk technicznych, profesor nadzwyczajny Politechniki Świętokrzyskiej.

## Życiorys
Absolwent V Liceum Ogólnokształcącego im. ks. Piotra Ściegiennego w Kielcach. W 1979 ukończył studia z zakresu budownictwa na Politechnice Świętokrzyskiej. Doktoryzował się w 1990 na Politechnice Śląskiej na podstawie rozprawy pt. Wpływ czynników technologicznych na strukturę i mrozoodporność betonu z kruszywem wapiennym, której promotorem był prof. Jerzy Piasta. Stopień doktora habilitowanego uzyskał w 2003 na Politechnice Śląskiej w oparciu o pracę Rozdzielanie zbiorów przy użyciu funkcji z zadanej klasy. Tytuł naukowy profesora nauk technicznych otrzymał 28 września 2018.
Zawodowo związany z Politechniką Świętokrzyską, na której doszedł do stanowiska profesora. Został członkiem senatu tej uczelni, a w Katedrze Technologii i Organizacji Budownictwa objął kierownictwo Zakładu Technologii Betonu. W kadencjach 2012–2016 i 2016–2020 wybierany był na prodziekana do spraw nauki i współpracy zagranicznej Wydziału Budownictwa i Architektury PŚk.
Podjął współpracę z Generalną Dyrekcją Dróg Krajowych i Autostrad i firmami budowlanymi realizującymi projekty infrastrukturalne. Został członkiem rady naukowej przy GDDKiA oraz Komitetu Trwałości Budowli Polskiego Związku Inżynierów i Techników Budownictwa.
Specjalizuje się w materiałach budowlanych i technologii betonu. Jego zainteresowania naukowe obejmują trwałość konstrukcji betonowych (głównie problematykę mrozoodporności betonów mostowych, drogowych i hydrotechnicznych).